# Les Gordon
Marc Mifune (sinh ra ở Rennes,Pháp),có nghệ danh là Les Gordon, là một nhạc sĩ và nhạc sĩ điện tử người Pháp  Originally from Rennes,

## Đầu đời
Sinh ra tại Rennes,Les Gordon từng học tại École Émile-Cohl ở Lyon.Cha của anh là người Đài Loan và nghệ danh của anh lấy từ nghệ sĩ người Scotland Douglas Gordon. Ông đặc biệt thích học trung hồ cầm và ghi-ta.

## Album
- White Land (25 tháng 8 năm 2013)
- Diadème (3 tháng 3 năm 2014)
- Françoise // Brigitte (20 tháng 6 năm 2014)
- Atlas (11 tháng 12 năm 2016)
- La (29 tháng 6 năm 2016)